# Stesheni (Kilimangiaro)
Stesheni è una circoscrizione urbana (urban ward) della Tanzania situata nel distretto di Same, regione del Kilimangiaro. Conta una popolazione di 6 860 abitanti (censimento 2012).